# Federação Malinesa de Voleibol
A Federação Malinesa de Voleibol  (em francêsːFédération malienne de volley-ball, FMVB) é  uma organização fundada em 1964 que governa a pratica de voleibol em Mali, sendo membro da Federação Internacional de Voleibol e da Confederação Africana de Voleibol, a entidade é responsável por  organizar  os campeonatos nacionais de  voleibol masculino e feminino no país.